# Muanza (Distrikt)
Muanza ist ein Distrikt der Provinz Sofala in Mosambik mit der Hauptstadt Muanza. Der Distrikt grenzt im Norden an den Distrikt Cheringoma, im Westen an den Distrikt Gorongosa, im Süden an den Distrikt Dondo und im Osten an den Indischen Ozean.

## Geographie
Der Distrikt Muanza ist 7513  Quadratkilometer groß und hat 32.300 Einwohner (Stand 2013), das ergibt eine Bevölkerungsdichte von 4,3 Personen je Quadratkilometer.
Das Land hat tropisches Savannenklima mit einem jährlichen Niederschlag von über 800 Millimeter, in einigen Landesteilen auch bis 1400 Millimeter. Die jährlichen Durchschnittstemperaturen liegen zwischen 24 und 26 Grad Celsius. Die Landschaft ist geprägt von flachen Hügeln mit einer Höhe bis zu 200 Meter. Die Hauptflüsse sind Chineziwa, Sambanzou, Muanza und Urema.

## Geschichte
Muanza ist ein junger Distrikt, er war ursprünglich ein Bestandteil von Cheringoma und wurde 1980 zum eigenen Distrikt erhoben.

## Bevölkerung
| Die Bevölkerung ist sehr heterogen, die meisten Einwohner stammen aus anderen Distrikten der Provinz Sofala und aus der Provinz Zambezia. Wie in vielen Distrikten in Mosambik ist die Bevölkerung sehr jung, in Muanza sind 20,6 Prozent der Einwohner unter fünf Jahre alt, 32 Prozent sind zwischen fünf und fünfzehn Jahren alt. Die vorherrschende Muttersprache ist Ndau (auch Cindau oder Chindau genannt), 46 Prozent der Bevölkerung über fünf Jahren spricht portugiesisch. |

## Einrichtungen und Dienstleistungen
In Distrikt befinden sich (Stand 2013) 53 Grundschulen (Primárias) und zwei weiterführende Schulen (Secundárias). Von den Grundschulen sind 43 öffentlich und 19 privat geführt, von den weiterführenden Schulen sind beide öffentlich.
Quelle: Perfil do Distrito do Muanza, 2014
In Muanza gibt es sechs Gesundheitszentren.

## Verwaltungsgliederung
Der Distrikt Muanza ist in zwei Verwaltungsposten (postos administrativos) gegliedert:
- Muanza
- Galinha[9]

## Wirtschaft und Infrastruktur
Im Jahr 2007 besaßen 62 Prozent der Haushalte ein Radio und 1,3 Prozent einen Fernseher, 48 Prozent hatten ein Fahrrad und 0,1 Prozent ein Auto.

### Landwirtschaft
| In Muanza gibt es 4350 landwirtschaftliche Betriebe mit einer durchschnittlichen Fläche von 1,9 Hektar. Fast 90 Prozent der Fläche werden für Ackerbau verwendet. Hauptsächlich angebaut werden Maniok, Ananas, Mais Süßkartoffel und Hirse. Es werden hauptsächlich lokale Sorten angebaut, meist ohne Hilfe von Maschinen. Die Haltung von Rindern, Ziegen und Geflügel dient meist der Selbstversorgung. Auf den Höfen gibt es auch eine große Anzahl von Obst-, Kokos- und Cashewbäumen. Viele Bauern sichern sich ein Zusatzeinkommen durch den Verkauf von Holz, Brennholz, Schilf und Holzkohle, sowie aus Fischerei-Erträgen. | Die zur Anzeige dieser Grafik verwendete Erweiterung wurde dauerhaft deaktiviert. Wir arbeiten aktuell daran, diese und weitere betroffene Grafiken auf ein neues Format umzustellen. (Mehr dazu) Quelle: Perfil do Distrito do Muanza, 2014 |

### Industrie, Handel und Dienstleistungen
Der Distrikt verfügt (Stand  2011) über 21 landwirtschaftliche Verarbeitungsbetriebe (15 im Jahr 2010), die Mais, Hirse und  Maniok verarbeiten. Der Handel und der Dienstleistungssektor sind schwach entwickelt.

### Bodenschätze
In Muanza werden keine Bodenschätze abgebaut.

### Verkehr
Straße: Die wichtigste Straße im Distrikt ist die Verbindung Dondo – Inhaminga die durch die Hauptstadt des Distrikts führt.
| Ort                        | km  | Typ                 |
| -------------------------- | --- | ------------------- |
| Dondo – Muanza – Inhaminga | 154 | Regionalstraße      |
| Derunde – Galinha          | 27  | nicht klassifiziert |
| Muanza – Pedereida         | 10  | nicht klassifiziert |
| Muanza – Chenapamimba      | 80  | nicht klassifiziert |

- Eisenbahn: Die Sena Eisenbahnlinie wurde im Jahr 1914 von Trans Zambezi Railways gebaut. Die Strecke wurde 2016 modernisiert, um die Kapazität für den Kohletransport von Moatize zum Hafen in Beira auf zwanzig Millionen Jahrestonnen zu erhöhen. Dabei wurde auch der Bahnhof Muanza restauriert. Neben dem Kohletransport hat sich in den letzten Jahren auch das Passagieraufkommen stark erhöht.[16] Die Fahrt für die 120 Kilometer von Muanza nach Beira dauert mit 4 Zwischenstopps in Savana, Dondo, Inhamizua und Manga 4 Stunden und 21 Minuten (Stand 2019).[17]

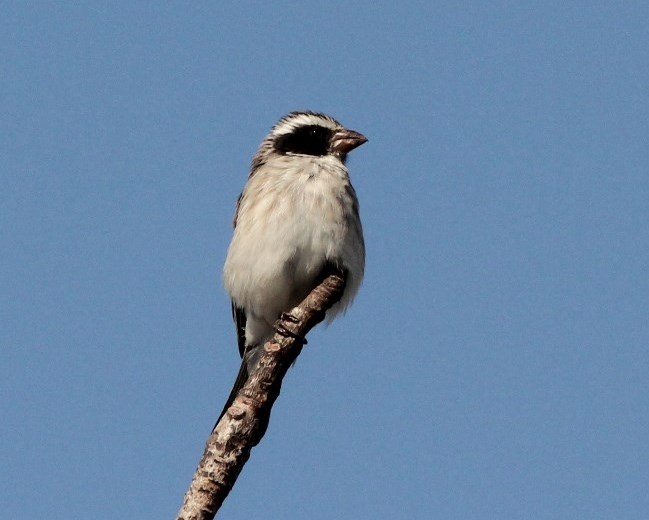
Schwarzwangengirlitz (Crithagra mennelli) in Muanza

### Parks
- Gorongosa-Nationalpark: Auf zwei Dritteln der Fläche des Distrikts befindet sich der Gorongosa-Nationalpark. Wegen Instabilität und kriegerischer Auseinandersetzungen wurde der Park 1983 geschlossen, die Infrastruktur  zerstört und die Tierwelt stark dezimiert. 1995 wurde er  wieder geöffnet. Dieser Park ist bekannt für seine Artenvielfalt und die Möglichkeit ornithologischer Beobachtungen. Die Bestände von Löwen, Elefanten, Antilopen, Flusspferden, Krokodilen, Wildschweinen und Affen nehmen seit der Eröffnung wieder zu. Für Touristen stehen fünfzig Betten in neun Hotelbetrieben zur Verfügung.
- Coutada 10: Im Südosten von Muanza befindet sich das Jagdgebiet Coutada 10.[18][19]

- Chinizuia Wald: Der Chinizuia-Wald liegt auf dem Cheringoma Plateau im Tal des Chinizuia-Flusses. Er bietet gute Möglichkeiten zur Beobachtung seltener Vogelarten.[20]